# 埃森海姆
埃森海姆是德国莱茵兰-普法尔茨州的一个市镇。总面积10.51平方公里，总人口3436人，其中男性1653人，女性1783人（2011年12月31日），人口密度327人/平方公里。